# Дъбър
Дъбър (на гръцки: Άγιος Δημήτριος, Νιχτενέ, Νίχτεν или Νυχτενές) е южен дял на планината Боздаг (Фалакро), Гърция.

## Описание
Дъбър е хребет южно от Волак (Волакас) и западно от Кончен и Бъбълец (Пирги). Височината му е 1432 m. Нехтене или Ляска е вторият връх в хребета, разположен на югозапад от първенеца, с височина 1216 m.

## Етимология
Според Йордан Н. Иванов името Дъбър произлиза от , „горски дол“, , „яма“. Името Ляска е от „леска“. За името Нехтене има две обяснения. Първо жителско име от по-старо *Нехтяне от местното име *Нехта, свързано с името на Места; сравнимо с Нестеница, Нехтеница, горен приток на реката. Второ обяснени е по личното име Нехтен, първоначално страдателно причастие Нехътѣнъ от глагола нехътѣти (< не + хътѣти, „искам“, „желая“). Глаголът нехтя, „не искам“ е нормален в местния говор. Сравними по начин на образуване са Купен, Обретен и други.